# Radoslav Kováč
Radoslav Kováč, češki nogometaš in trener, * 27. november 1979, Šumperk, Češkoslovaška.
Kováč je nazadnje igral za Sparto iz Prage in med letoma 2004 in 2009 za češko nogometno reprezentanco.